# مایکل شور
مایکل شور (انگلیسی: Michael Schur؛ زادهٔ ۲۹ اکتبر ۱۹۷۵) بازیگر، فیلم‌نامه‌نویس، تهیه‌کننده و کارگردان تلویزیونی اهل ایالات متحده آمریکا است.
از فیلم‌ها یا مجموعه‌های تلویزیونی که وی در آن‌ها نقش داشته‌است، می‌توان به پخش زنده شنبه شب، او. سی، پارک‌ها و تفریحات و آینه سیاه اشاره نمود.
وی همچنین برندهٔ جوایزی همچون جایزه امی ساعات پربیننده شده‌است.